# 壩塘鎮
壩塘鎮（はとうちん）は中華人民共和国湖南省長沙市寧郷市の鎮。

## 歴史
2015年、旧制壩塘鎮と南田坪郷を母体に新制「壩塘鎮」として発足。

## 経済

### 名物・特産品
- マンガン
- 葡萄
- 仔猪

## 地理
壩塘鎮は寧郷市の東部に位置し、北は回竜鋪鎮、大成橋鎮と、南及び南東は東湖塘鎮と、西は資福鎮と、北東は夏鐸鋪鎮とそれぞれ接している。
- 河川：潙水河、烏江

## 教育
- 小学：保安小学、峡山小学
- 初級中学：油麻田中学
- 高級中学：寧郷二中

## 観光
- 湘京秋休閑観光基地